# Igreja Matriz de Nossa Senhora da Conceição (Serro)
A Igreja Matriz de Nossa Senhora da Conceição é a principal igreja da cidade do Serro, em Minas Gerais. É a igreja matriz da paróquia homônima, criada em 1713.
Tombada pelo Instituto do Patrimônio Histórico e Artístico Nacional, é uma das maiores igrejas barrocas do estado, possuindo as torres em madeira mais altas entre as igrejas coloniais mineiras. Saint-Hilaire a descreveu como "uma das mais belas e grandes que ele vira em toda a Província de Minas". Foi possivelmente neste templo que o Maestro Lobo de Mesquita ensaiou seus primeiros acordes musicais.

## História
A primeira matriz da cidade era uma simples capela de palha, dedicada a Santo Antônio. Há notícias de uma segunda, entre os anos de 1725 e 1737, precedida de adro e no mesmo local da atual. A construção hoje existente, templo da arte e da fé, é fruto da evolução deste segundo edifício, sendo considerada por alguns a terceira matriz do Serro. Da sua construção se tem notícias a partir de 1776, sendo terminada em fins do século XVIII, no tempo do ouvidor Domingos Manuel Marques Soares. Recebeu várias reformas durante o século XIX, sendo a mais importante datada de 1872 a 1877.

## Características
Tem três particularidades, que são uma constante no Vale do Jequitinhonha: os óculos de formatos caprichosos, as torres com estrutura de madeira, destacadas em relação ao corpo da igreja, e a insinuação de paredes curvas nos anexos laterais da nave. Estes anexos funcionavam como sacristias, salas de reunião ou depósitos. O altar-mor apresenta excelente talha rococó, de autoria do entalhador Bartolomeu Pereira Diniz. O livro de despesas da Irmandade do Santíssimo registra também os pagamentos feitos ao mestre torneiro Joaquim Gonçalves de Aguiar, “por tornear as colunas para o retábulo”, aos entalhadores Bento André Pires e Francisco Pereira Diniz (Chico entalhador) e ao pintor e dourador Manuel Fernandes Leão. Na sacristia, um belo móvel de jacarandá, com enormes gavetas e armários laterais.
A pintura do forro da nave, uma Nossa Senhora cercada de nuvens, anjos e ornatos, datada de 1828, é atribuída a Manuel Antônio Fonseca, pintor de destaque na região. Pendendo do teto da capela-mor, um grandioso lustre. A fachada, restaurada em meados do século XIX, com a construção de alicerces em pedra, é de grande simplicidade, mas de medidas gigantescas. A igreja é cercada por uma interessante paisagem urbana, composta de escadarias, uma majestosa muralha de pedra-sabão, ladeiras laterais e gramados sobre belas ondulações do terreno. É sede da Irmandade do Santíssimo. As irmandades que não tinham igrejas próprias mantinham, nesta matriz, altares dedicados aos seus santos protetores. Lá os fiéis serranos celebram anualmente a festa da padroeira da cidade, Nossa Senhora da Conceição.